# Dorcadion litigiosum
Dorcadion litigiosum är en skalbaggsart. Dorcadion litigiosum ingår i släktet Dorcadion och familjen långhorningar.

## Underarter
Arten delas in i följande underarter:
- D. l. litigiosum
- D. l. otshakovi